# Gilberte de Courgenay (Film)
Gilberte de Courgenay ist ein 1941 entstandener Film des Regisseurs Franz Schnyder über die Schweizerin Gilberte Montavon aus Courgenay im Kanton Bern (heute Kanton Jura), die unter dem Namen Gilberte de Courgenay zur patriotischen Kultfigur wurde. Der Film gilt als einer der besten Filme, welche die Schweizer Geistige Landesverteidigung hervorgebracht hat, und wurde von der Praesens-Film hergestellt. Der Film entstand unter dem Patronat und zugunsten der Schweizerischen Nationalspende.

## Handlung
Im Winter 1915/16 quartiert sich die Artilleriebatterie 38 in Courgenay ein. Anfangs noch der Meinung, dass bis Weihnachten der Krieg vorbei sei und die Armee wieder demobilisiert werden würde, werden die Männer enttäuscht, das Weihnachtsfest nicht im Familienkreis feiern zu können. Gilberte, die Wirtstochter des Hôtel de la Gare, organisiert für diese Männer ein Weihnachtsfest und wird schnell zum Idol der Soldaten. Heimlich liebt sie den Kanonier Hasler, der darunter leidet, dass seine Verlobte Tilly in Bern seine Briefe nicht beantwortet.
Tillys Vater, der reiche Hotelier Odermatt, fängt Haslers Briefe nämlich ab und versteckt sie in seinem Schreibtisch. Als ein Kamerad von Hasler mit einem kranken Pferd nach Bern fahren muss, erfährt Tilly von der Sache und fährt umgehend in den Jura. Sie trifft dort ein, als die Soldaten gerade ein Lied anstimmen, das Hasler zu Ehren von Gilberte komponiert hat. Selbstlos verzichtet Gilberte auf Hasler, um ihn Tilly zu überlassen, kann sich dabei aber eine Träne nicht verkneifen.

## Hintergrund
Kurz vor dem Zweiten Weltkrieg kam der Schweizer Filmproduktion im Sinne der Geistigen Landesverteidigung neues Gewicht und Interesse zu. Laut Drehbuch sollte die Rolle der Gilberte aus der Zeit des Ersten Weltkriegs (Grenzbesetzung) als Vor- und Leitbild für den eben ausgebrochenen Zweiten Weltkrieg dienen. Stellvertretend werden damit die wichtigen Leistungen der Frauen während der Grenzbesetzung hervorgehoben. Zitat aus dem Drehbuch: „(…) indem aus der unbewussten Kameradin die bewusste Trägerin eines Frauenideals heranwächst, das als eine Art Vorläuferin der vielen Schweizerfrauen anzusehen ist, die während der Grenzbesetzung ihre Einsatzbereitschaft bewiesen haben“. Die Figur der Gilberte zusammen mit dem von Hanns In der Gand verbreiteten Ohrwurm der «Petite Gilberte» machte den Film zum Schweizer Klassiker. Er hatte im Kriegsjahr 1941 eine grosse sozio-kulturelle Bedeutung für den Durchhaltewillen der Bevölkerung.
Im Film stellt Anne-Marie Blanc Gilberte de Courgenay als arbeitsame Soldatenmutter dar, die sich um die Nöte ihrer Soldaten kümmert und sie notfalls auf ihre patriotischen Pflichten aufmerksam macht. Sie verkörpert damit das Rollenideal der Frau in der Geistigen Landesverteidigung, nämlich als einfühlende, dienende Unterstützerin des Mannes, die selber stark ist und nicht weint. Das zeigt sich auch am Schluss des Filmes in Gilbertes schmerzhaftem Verzicht.
Die Städterin Tilly ist im Film gereift; in den Kleidern der Gilberte gewinnt sie ihren Hasler. Ihr Warten hat sich ausgezahlt.
Der Film wurde nach dem gleichnamigen Roman von Rudolf Bolo Maeglin, erschienen 1939, gedreht.

## Kritik
«Verhalten gestaltet, ist der Film ein interessantes Dokument über die Atmosphäre jener Zeit.»